# Bundesstraße 235
De Bundesstraße 235 (ook wel B235) is een bundesstraße in de Duitse deelstaat Noordrijn-Westfalen.
De B235 begint bij Senden en loopt via, Lüdinghausen, Olfen, Datteln, Castrop-Rauxel, Dortmund en Bochum, om te eindigen in Witten. De B235 is ongeveer 60 km lang.

## Routebeschrijving
De B235 begint bij afrit Senden aan de A43. De weg loopt door Senden, kruist het Dortmund-Eemskanaal, komt door Lüdinghausen waar de B58 kruist en bij Rechede B474 aansluit, langs Olfen waar de B236 kruist. De B235 loopt door Datteln en kruist bij afrit Henrichenburg de A2. De B235 loopt door Castrop-Rauxel,  kruist bij afrit Castrop-Rauxel de A42 en loopt door Dortmund, kruist bij afrit Dortmund-Lütgendortmund A40 en loopt nog door Bochum en Witten. De B235 sluit bij afrit Witten-Zentrum, aan op de B226 en de A448.
B1 · B3 · B7 · B8 · B9 · B10 · B26 · B27 · B35 · B37 · B38 · B39 · B40 · B41 · B42 · B43 · B43a · B44 · B45 · B47 · B48 · B49 · B50 · B51 · B52 · B53 · B54 · B55 · B55a · B56 · B56n · B57 · B58 · B59 · B61 · B62 · B63 · B64 · B65 · B66 · B66n · B67 · B68 · B70 · B80 · B83 · B84 · B219 · B220 · B221 · B223 · B224 · B225 · B226 · B227 · B228 · B229 · B230 · B231 · B233 · B234 · B235 · B236 · B237 · B238 · B239 · B241 · B249 · B250 · B251 · B252 · B253 · B254 · B255 · B256 · B257 · B258 · B259 · B260 · B261 · B262 · B263 · B264 · B265 · B266 · B267 · B268 · B269 · B270 · B271 · B272 · B274 · B275 · B277a · B278 · B279 · B284 · B288 · B323 · B324 · B326 · B327 · B399 · B400 · B403 · B405 · B406 · B407 · B409 · B410 · B411 · B412 · B413 · B414 · B416 · B417 · B418 · B419 · B420 · B421 · B422 · B423 · B424 · B426 · B427 · B428 · B429 · B448 · B449 · B450 · B451 · B452 · B453 · B454 · B455 · B456 · B457 · B458 · B459 · B460 · B469 · B473 · B474 · B475 · B476 · B477 · B478 · B479 · B480 · B481 · B482 · B483 · B484 · B485 · B486 · B487 · B488 · B489 · B499 · B504 · B506 · B507 · B508 · B509 · B510 · B511 · B513 · B514 · B515 · B516 · B517 · B519 · B520 · B521 · B525 · B528 · B611